# Marconi Stallions
Der Marconi Stallions Football Club ist ein australischer Fußballverein aus Sydney, Australien. Der Club wurde bekannt durch den viermaligen Gewinn der National Soccer League. Die Marconi Stallions waren einer von nur zwei Clubs, die alle Spielzeiten von in der National Soccer League von 1977 bis zu ihrer Auflösung im Jahre 2004 spielten.

## Geschichte
Der Club war ursprünglich die Fußballmannschaft des nach Guglielmo Marconi benannten, 1958 von italienischen Einwanderer gegründeten Marconi Clubs der in Fairfield, einem Vorort rund 20 Kilometer westlich von Sydney, beheimatet ist.
Die Fußballmannschaft hatte ihren ersten größeren Erfolg, als sie zum Spieljahr 1964 in die zweite Liga von Neusüdwales aufstieg. 1965 stieg sie wieder ab doch der Verein investierte, machte den Platz eben und errichtete eine Flutlichtlichtanlage. 1965 gelang unter dem österreichischen Trainer Karl Jarosch der umgehende Wiederaufstieg. 1970 stieg der Marconi schließlich in die erste Liga von Neusüdwales auf und blieb bis zur Einführung der A-League 2003 ununterbrochen erstklassig. Der erste sportliche Abstieg erfolgte erst wieder 2015. Doch dazwischen hatte Marconi viele große Erfolge.
1981 firmierte die Mannschaft nach einer Sponsorship-Vereinbarung und der Anordnung des nationalen Verbandes, dass sich alle Vereine einen Namen ähnlich denen von US-Sportfranchisen zu verpassen hatten, als Marconi Datsun Leopards. Sowohl Sponsorship als auch Verbandsanordnung erwiesen sich als kurzlebig. Ab der Saison 1996/97 Jahren nahm die Mannschaft den Beinamen Stallions („Hengste“) an, zunächst als Marconi-Fairfield Stallions.
Eine starke Konkurrenz besteht zum von kroatischen Einwanderern gegründeten Club von Sydney United, dessen Stadion nur circa einen Kilometer vom Club Marconi entfernt ist. Die Rivalität geht vor allem auf das Jahr 1970 zurück, als Marconi Fairfield in die State League aufstieg. Im Jahr 1998 gab es ein Zusammentreffen im NSL Grand Final, das mit Elfmeterschießen endete und von Marconi gewonnen wurde.
Als nach der Auflösung der National Soccer League im Jahr 2003 die A-League mit künstlich geschaffenen Franchisen statt Vereinen an deren Stelle trat, wurde Marconi in die New South Wales Premier League eingestuft und damit erstmals seit 1969 wieder zweitklassig – diesmal aber ohne Hoffnung auf einen Wiederaufstieg zur Spitze, da die A-League ein geschlossenes Kartell in der Hand von Kapitalinteressen ist.
Diesen Wettbewerb gewann die Mannschaft im Jahr 2012, stieg aber 2015 in die zweite Division der New South Wales Premier League ab, um zwei Jahre später wieder aufzusteigen. Die vierte Meisterschaft folgte dann im Jahr 2024.

## Erfolge
- Australischer Meister: 1979, 1988, 1989, 1993
- NSL Cup Gewinner: 1980
- Staatsmeister von Neusüdwales: 1972, 1973, 2012, 2024
- Waratah Cup: 2019

## Trainer
- Karl Jarosch (1966–?)
- Ralé Rašić (1972–1973, 1976–1978)
- Leo Baumgartner (1974)
- Ray Richards (1974–1975)
- Les Scheinflug (1970–1986)
- Manfred Schaefer (1995–1997)
- Frank Farina (1998–1999)

## Spieler
| - Michael Beauchamp - Alex Brosque - Nick Carle - Steve Corica - Ante Covic - Bruce Djite - Brodie Mooy - Craig Foster - Danny Invincibile | - Harry Kewell - Ray Richards (1969–77, WM-Teilnehmer 1974) - Matt Thompson - Frank Farina - Paul Okon - Mark Schwarzer - Archie Thompson - Christian Vieri - Gianfranco Zola |